# Абиссальный канал
Абиссальные каналы — каналы на морском дне. Они формируются быстрыми потоками взмученной воды вызванными лавинами у вершины канала. Осадочные породы переносимые таким образом участвуют в формировании прилегающей абиссальной равнины. Влияние вращения Земли приводит к тому что на одной стороне канала откладывается больше осадков чем на другой.